# Zorunovac
Zorunovac (en serbe cyrillique : Зоруновац) est un village de Serbie situé dans la municipalité de Knjaževac, district de Zaječar. Au recensement de 2011, il comptait 107 habitants.

## Démographie
| 1948 | 1953 | 1961 | 1971 | 1981 | 1991 | 2002 | 2011 |
| ---- | ---- | ---- | ---- | ---- | ---- | ---- | ---- |
| 603  | 614  | 539  | 435  | 340  | 246  | 179  | 107  |

|  |